# Откровение Иоанна Богослова, 22

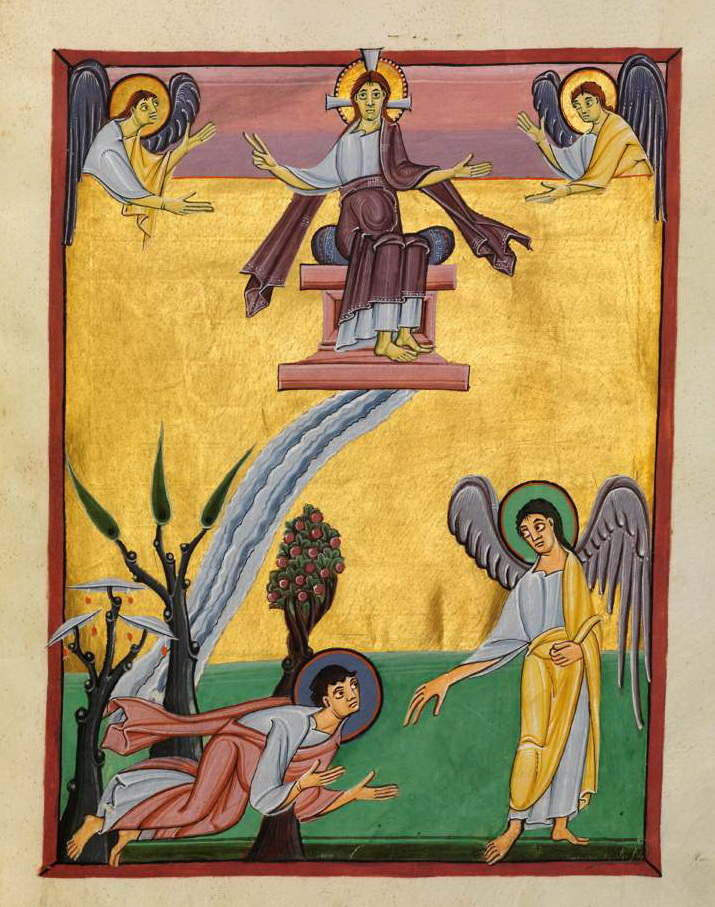

Откровение Иоанна Богослова, Глава 22 — последняя глава Книги Апокалипсиса (22:1—21).

## Структура
- Небесный Иерусалим изнутри (1-5)
  - Река жизни (1)
  - Древо жизни (2)
- Заключительные слова (6-21)
  - Свидетельство об истине Откровения (6-9)
  - Ответственность праведного и неправедного (10-15)
  - Последний призыв: приди! (16-20)
  - Благословение (21)

## Содержание
Иоанн видит Реку жизни, исходящую от Престола, посреди улиц Небесного Иерусалима, а также Древо жизни. Ничего проклятого не будет, верующие узрят лицо Бога, и его имя будет на их челах. Не будет ночи, нужды в светильнике и солнечном свете, так как все освещает Бог.
Иоанн узнает, что Бог послал ангела показать, что будет вскоре, и что он скоро грядет.
После этого Иоанн говорит, что услышав и увидев все это, он пал в ноги ангелу, но тот запретил это и призвал поклоняться Богу. Иоанну сказано не запечатывать слова пророчества книги, «ибо время близко». Блаженны соблюдающие заповеди, так как они имеют право на Древо жизни и войти в город воротами. Далее звучит призыв прийти в Церковь, стать верующим, а затем запрет искажать слова книги Откровения под угрозой язв, описанных в предыдущих главах и лишения святого города.

### Упомянуты
- Река жизни
- Небесный Иерусалим
- Древо жизни
- Невеста (Церковь)

## Толкование
Как и предыдущая глава, эта является картиной преображенного мира, описанного с помощью образов ветхозаветных пророчеств. Древо жизни, появляющееся ещё в книге Бытие — символ богообщения. В «Откровении» уже — ряды деревьев, растущие вдоль реки. Это символ бессмертия, которого человечество лишилось после изгнания из Рая, здесь же оно его снова обретает — проклятых больше нет. Исчезнет теневая сторона жизни. Сцена, в которой ангел поднимает поклоняющегося Иоанна аналогична той, которая была в главе 19 — она нужна, чтобы подчеркнуть, что ангелам самостоятельно поклоняться не надо. Запрет запечатывать книгу означает, что она предназначена не для будущих читателей, а для тех, кто живёт прямо сейчас, она адресована современникам; однако, как гласит стих 11, от этой книги все тот час же не переменится, грешники продолжат грешить, все будет идти своим чередом. Альфа — это Господь-Создатель, Омега — Господь-Освятитель и Примиритель. Страшного суда не надо бояться, потому что через него мы придем к свету, ко Граду (см. Парусия). Идти к древу жизни — значит идти к богопознанию. Невеста — это Церковь.
В предыдущей главе Небесный Иерусалим был описан снаружи, теперь же Иоанн описывает его изнутри («среди улицы его»). Река жизни основана на ветхозаветном образе реки для орошения рая (Быт. 2,8-16) и потока, вытекающего из храма (Иез. 47,1-7), а также др. текстов. Древо жизни — это и райское, из книги Бытия, и из Иезекииля (Иез. 47,12). Обилие воды и плодов — распространенные иудейские мечты о грядущем. Древо более не запретное, каждый может есть его плоды. В Небесном Иерусалиме верующие наконец увидят лицо Бога, сбудется обещание что о том, что чистые сердцем узрят Бога (Мат. 5,8) — эта привилегия, которой не был удостоен даже Моисей. Зрелище Бога влечет за собой полное посвящение — на челах жителей града появится имя Бога, показывающее, что они принадлежат ему. Тьмы в граде не будет, так как там присутствует Бог. Люди Божии будут царствовать во веки веков. «Последняя часть Откровения изложена странно и несвязанно. Все идет без всякого очевидного порядка; повторяется кое-что из сказанного выше и всегда очень трудно сказать, кто же действительно говорит». Говорят в стихах 6-9 трое: ангел, Христос и сам Иоанн. Видимо, ангел подчеркивает истинность видения Иоанна. Иисус напоминает, что до его прихода осталось недолго, дает благословение и обещает блаженство верующим — тем кто читает книгу и соблюдает пророчества Иоанна. Иоанн говорит о себе как об авторе книге и опять повторяет предостережение не поклоняться ангелам. Стихи 10-11 должны быть словами воскресшего Христа. Слова о том, что люди должны оставаться такими, какие они есть, можно толковать как то, что слишком поздно что-либо менять. Или же что Бог никому не навязывает свою судьбу, каждый должен делать свой выбор сам. Стихи 12-13 однозначно слова Христа: он заявляет, что каждый получит по своим делам. Стих 14 «Блаженны те, которые соблюдают заповеди Его» в некоторых версиях и переводах звучит как «которые омыли свои одежды» (ошибка переписчика). Иисус гарантирует истинность всего того, что видел и слышал Иоанн. Слова «Я есмь корень и потомок Давида» — указание на «И произойдет отрасль от корня Иессеева, и ветвь произрастет от корня его» (Ис. 11,1). Иисус говорит, что в нём — исполнение этого пророчества. «Звезда» — указание на пророчество «Восходит звезда от Иакова» (Числ. 24,17), вдобавок утренняя звезда прогоняет тьму ночи, она напоминание, что Иисус — «свет миру». Предостережение искажающим текст (истину) — традиционное для подобных священных книг.